# 石綿

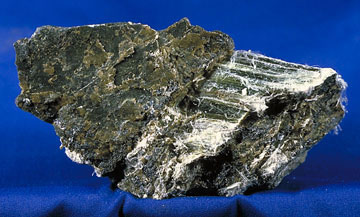
石綿

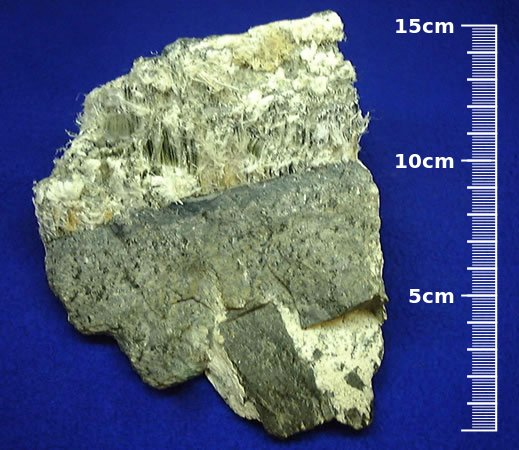
石綿

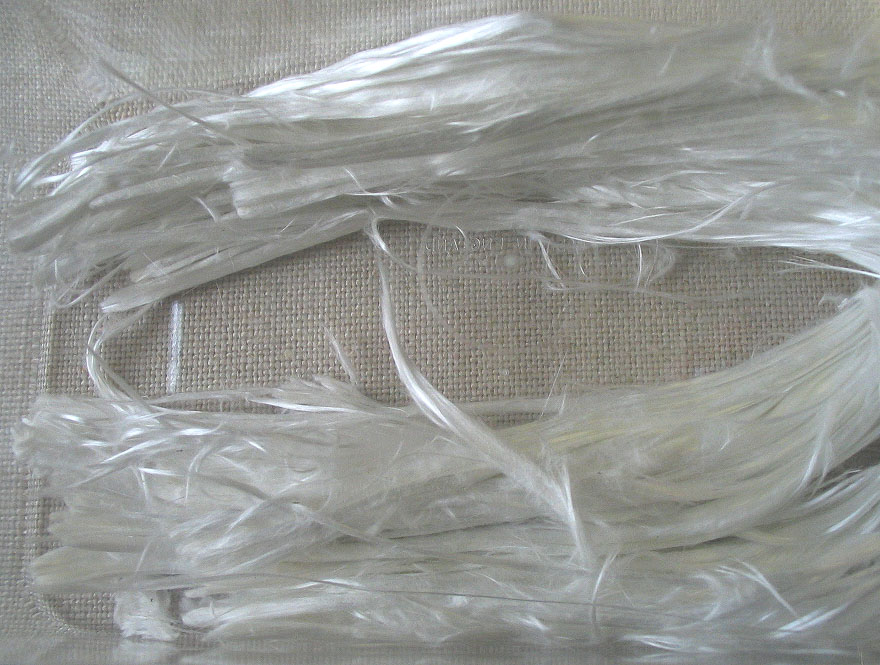
製品化された石綿、イタリア産

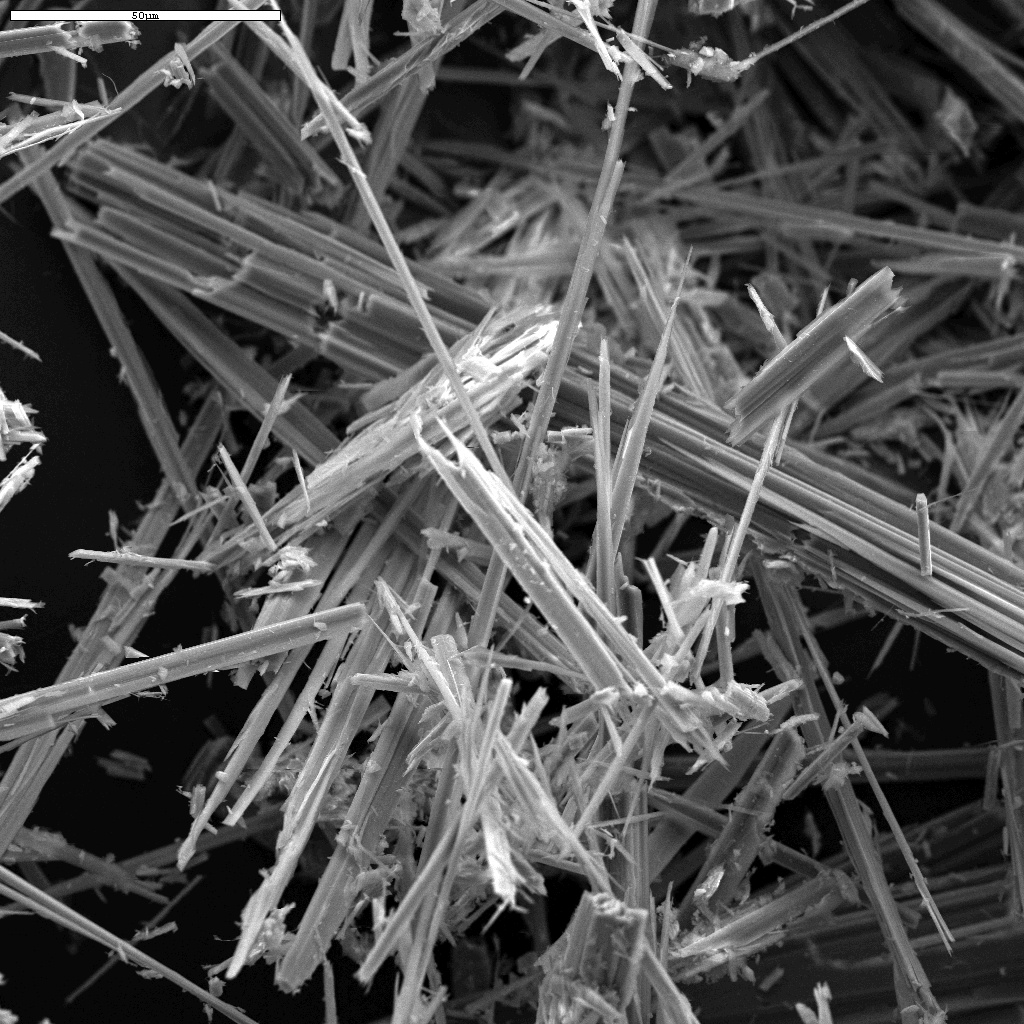
拡大した石綿

石綿（いしわた、せきめん）、アスベスト（オランダ語: asbest）またはアスベストス（英語: asbestos [æsˈbɛstɒs, -təs, æz-]）は、蛇紋石や角閃石が繊維状に変形した天然の鉱石で無機繊維状鉱物の総称。蛇紋石系（クリソタイル）と角閃石系（クロシドライト、アモサイトなど）に大別される。
近代・現代で工業・建設に利用されてきたが（ § 使用例）、気管支への健康問題が浮き彫りになり（ § アスベスト健康被害、アスベスト問題）、使用廃止や規制の対象となっている（ § 法的規制）。

## 語釈
「アスベスト」の語源は、ギリシア語の ἄσβεστος は「しない（ない）」という意味の a と、「消火できる」という意味の sbestos から来ている。
別名アミアントス（ギリシア語: ἀμίαντος amiantos、ラテン語: amiantus）またはアミャント（イタリア語: amianto）とも呼ばれる。

## 概要
石綿の繊維1本は直径0.02-0.35 μm（髪の毛の5000分の1）程度である。耐久性、耐熱性、耐薬品性、電気絶縁性などの特性に非常に優れ安価であるため、「奇跡の鉱物」として重宝され、建築材料、電気製品、自動車、家庭用品等、様々な用途に広く使用されてきた。
しかし、空中に飛散した石綿繊維を長期間大量に吸入すると、肺ガンや中皮腫の誘因となることが指摘されるようになり「静かな時限爆弾」と呼ばれるようになった。以降、代替品としてグラスウール（ファイバーグラス）やセラミックファイバーが用いられる。

## 成分・種類

### 蛇紋石系
クリソタイル（温石綿、白石綿）
組成式はMg3Si2O5(OH)4。暗緑色の蛇紋岩の割れ目に生成したもの。クリソタイルから作られる石綿を温石綿と呼ぶ。文字通り、綿のように柔らかい。日本では2004年10月に使用禁止となった。

### 角閃石系
クロシドライト（青石綿）
石綿状のリーベック閃石 (Na2(Fe2+3Fe3+2Si8O22(OH)2)) のこと。針状に尖った繊維で、クリソタイルのような柔らかさは無い。最も毒性が強いとされ、1995年から使用・製造共に禁止された。
アモサイト（茶石綿）
カミントン閃石 (Mg7Si8O22(OH)2) - グリュネル閃石 (Fe2+7Si8O22(OH)2) 系列。1995年から使用・製造共に禁止された。
アンソフィライト（直閃石綿）
直閃石 (Mg7Si8O22(OH)2)。
トレモライト（透角閃石綿）
透閃石 (Ca2(Mg,Fe)5Si8O22(OH)2 (Mg/(Mg+Fe)=1.0-0.9))。
アクチノライト（陽起石綿）
緑閃石 (Ca2(Mg,Fe)5Si8O22(OH)2 (Mg/(Mg+Fe)=0.5-0.9))。

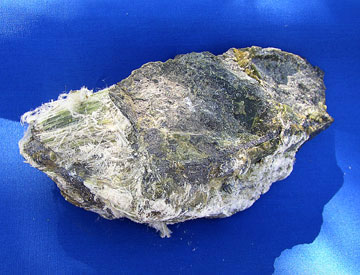
クリソタイル（白石綿）
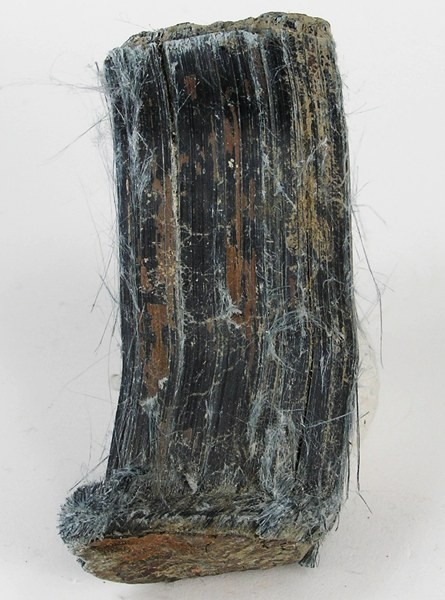
クロシドライト（青石綿）
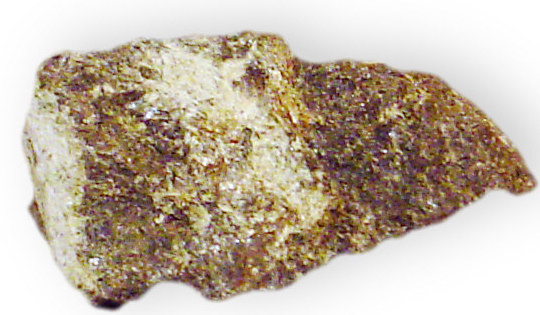
アモサイトのグリュネル閃石
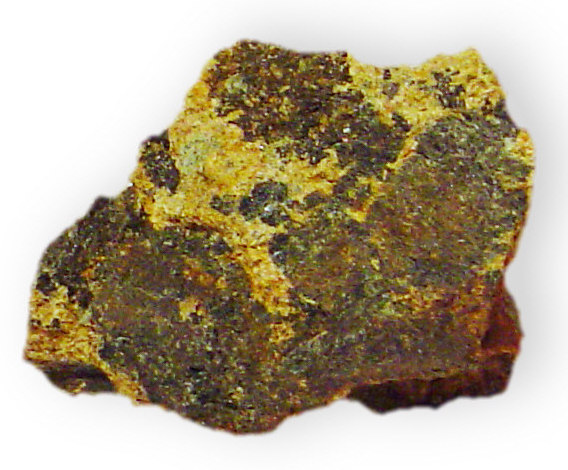
アモサイトのカミントン閃石
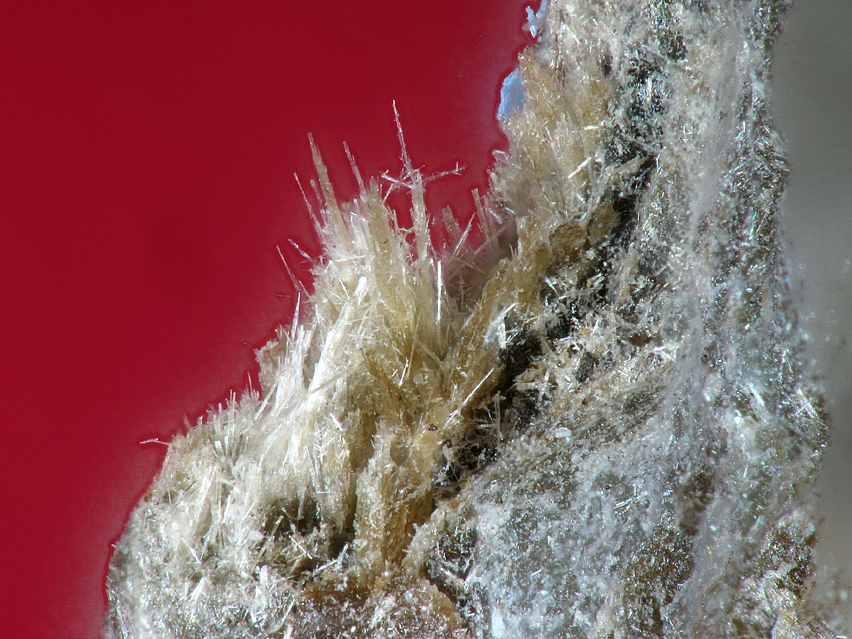
アモサイトのカミントン閃石を拡大したもの
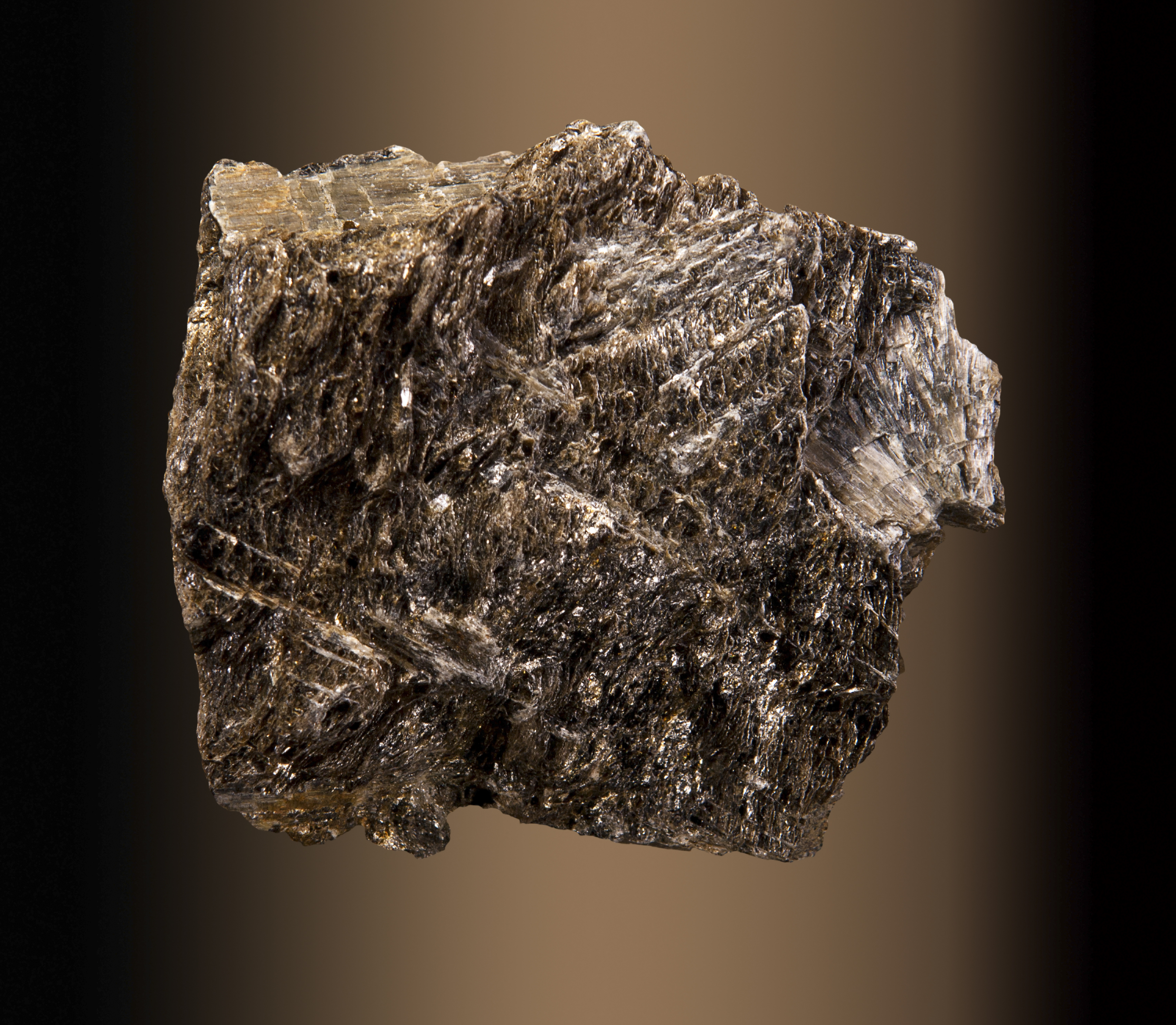
直閃石（アンソフィライト）
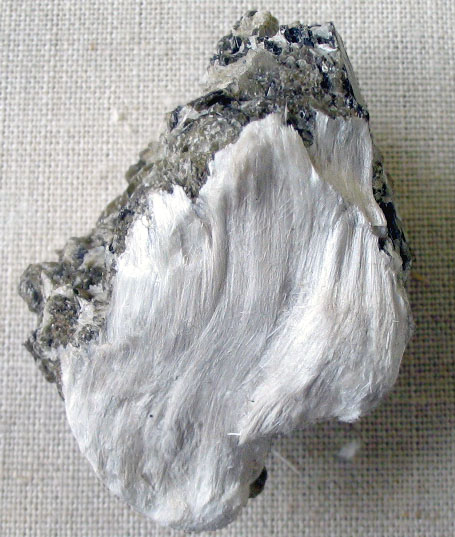
透閃石（トレモライト）
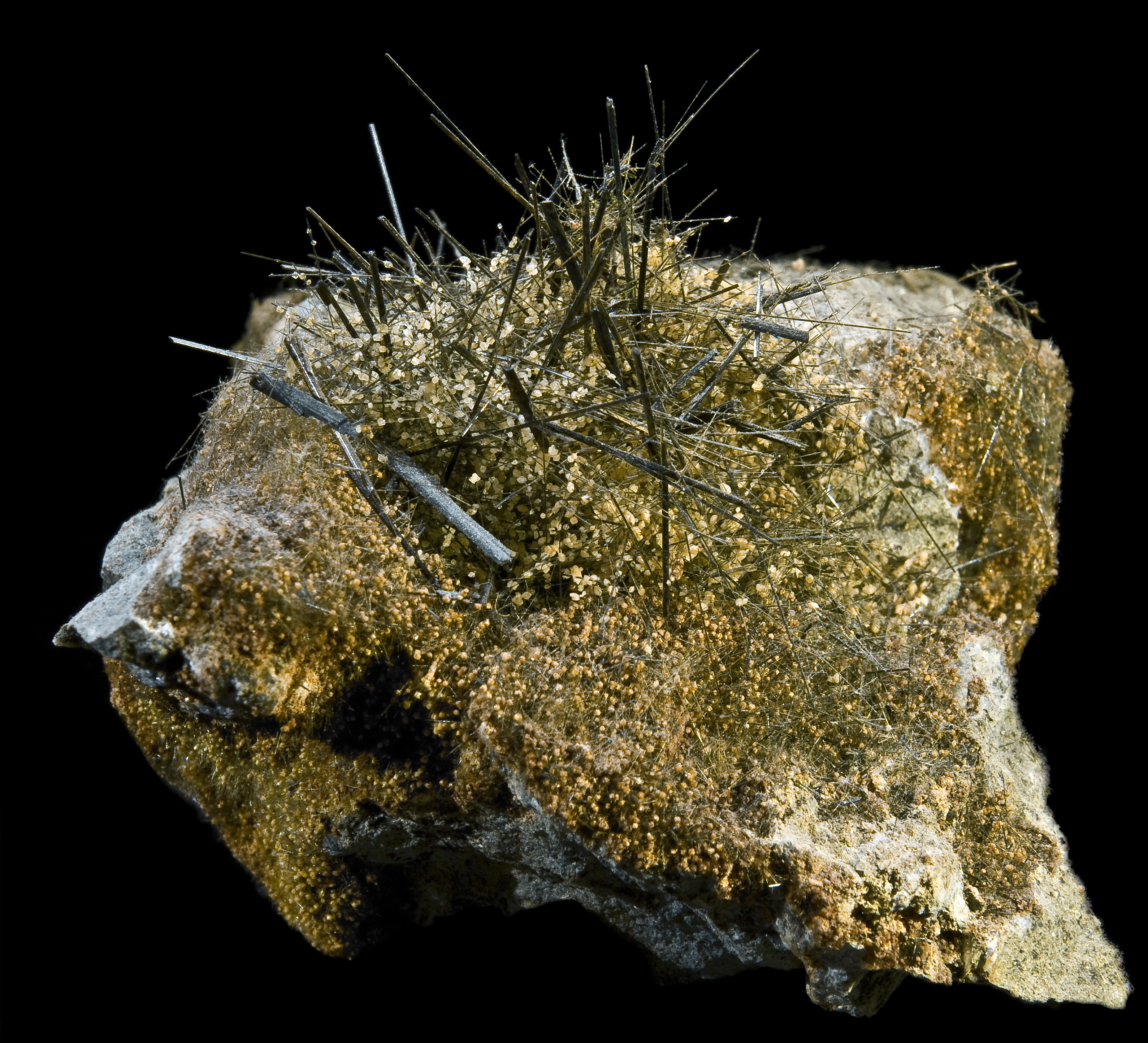
緑閃石（アクチノライト）

## 歴史

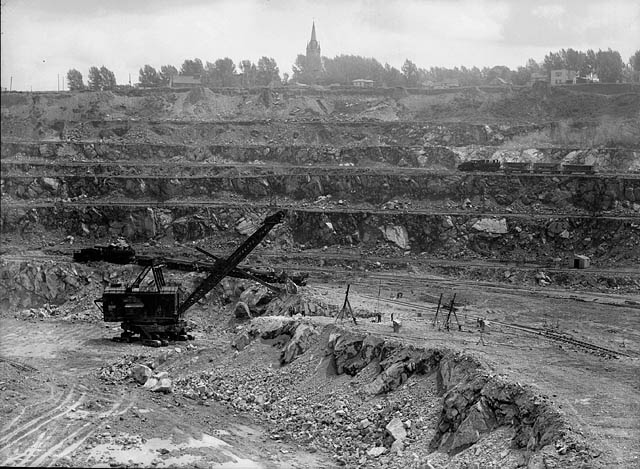
ジョンズ・マンビルが経営していたカナダのアスベスト鉱山（1944年）

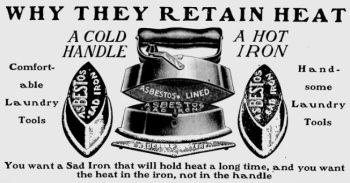
ケーシングにアスベストの内張りを内蔵することで保温時間を延ばすとともに、断熱性を高めて持ちやすくなったことをアピールするアイロンの広告（1906年）

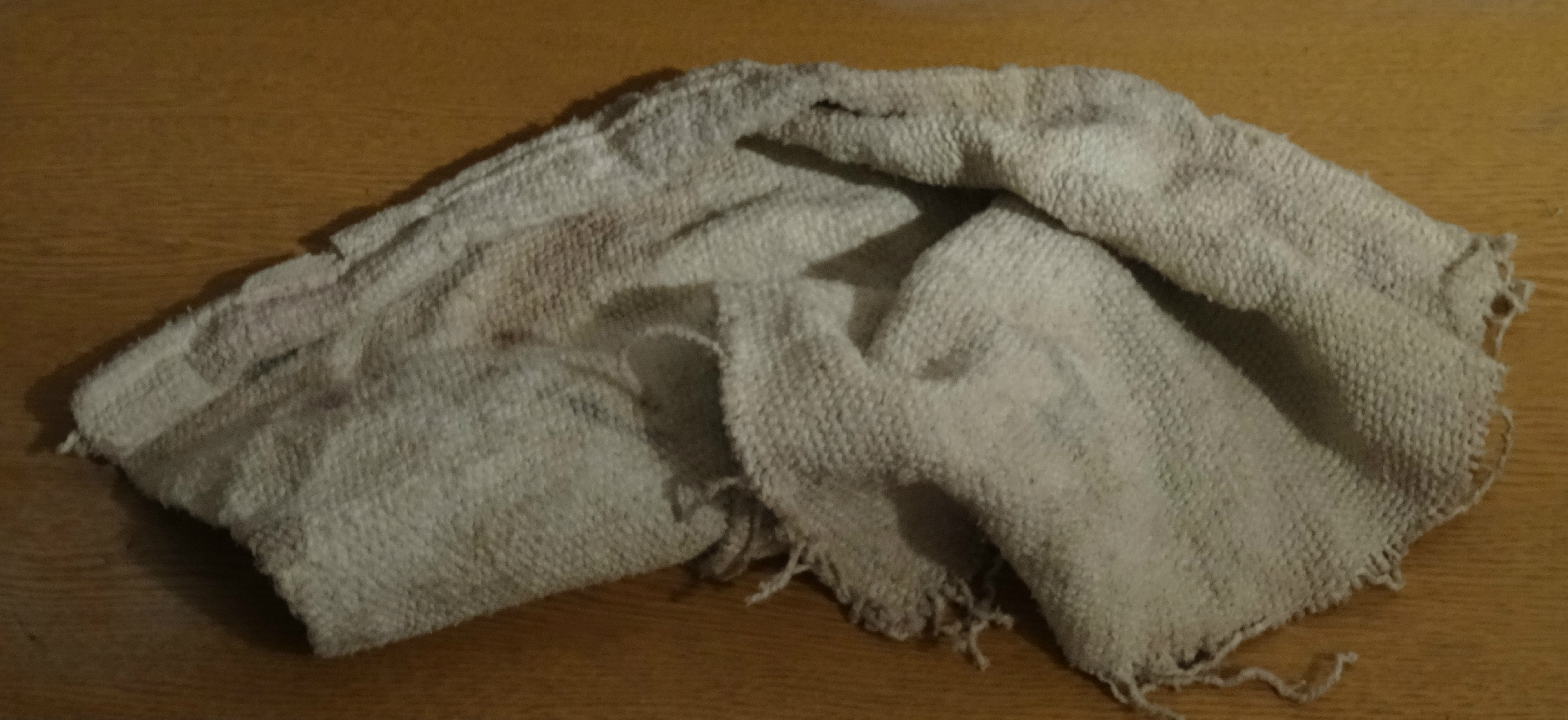
石綿によって織られた布

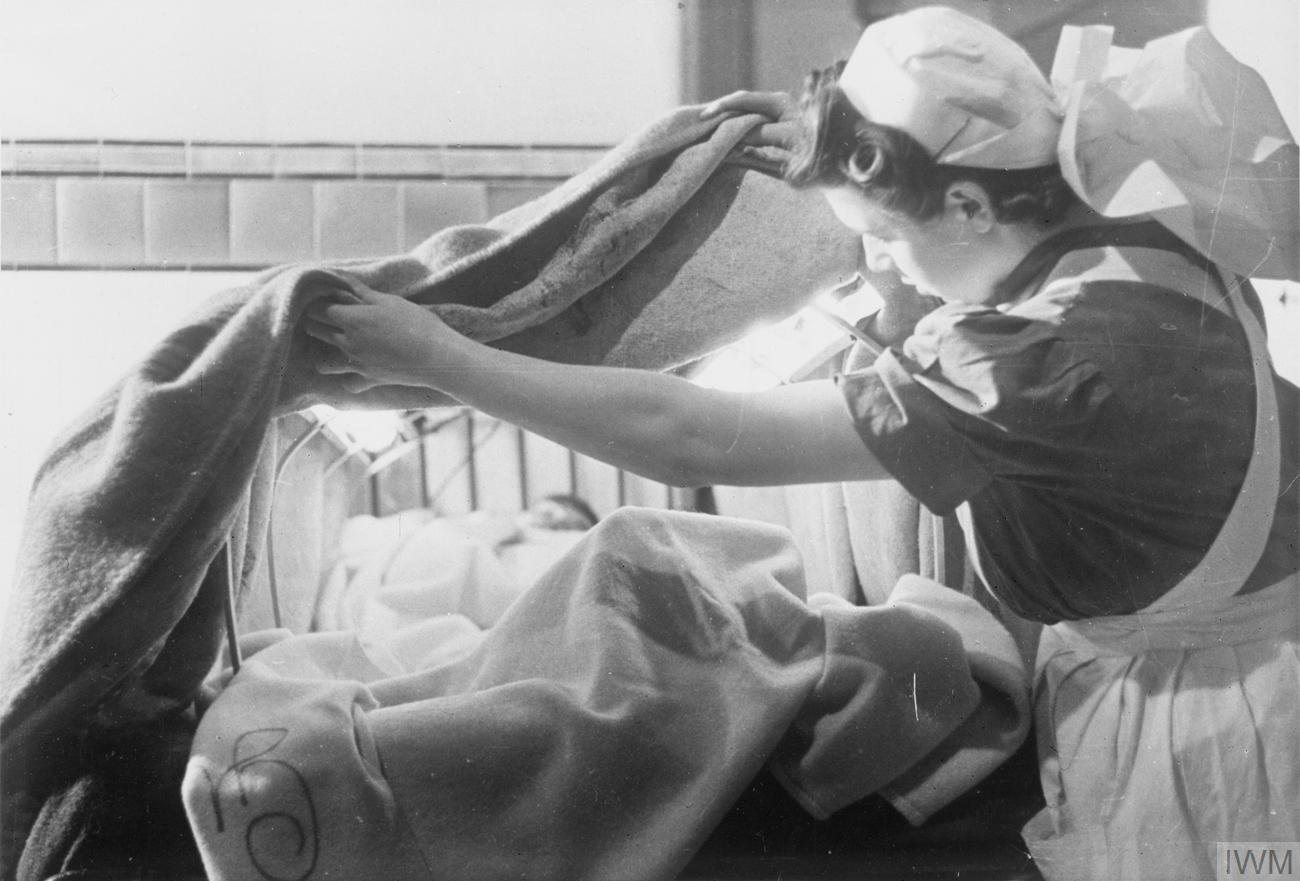
電熱線ヒーターに、石綿の毛布をかぶせて、患者をすばやく温めようとしている看護師。断熱性に優れた石綿は、医療の現場でも活用された（1941年）

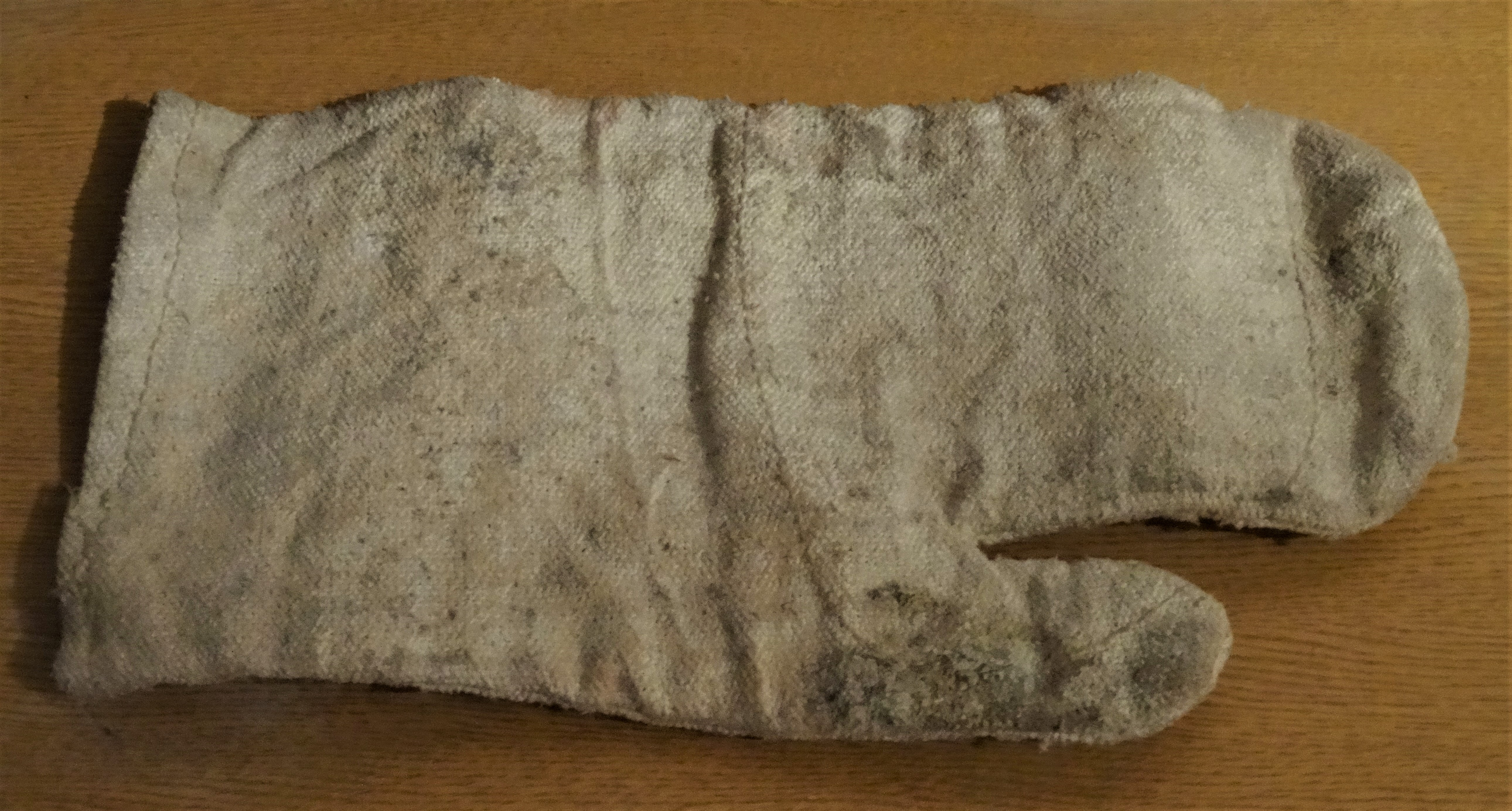
石綿を用いて、耐熱性を高めた手袋

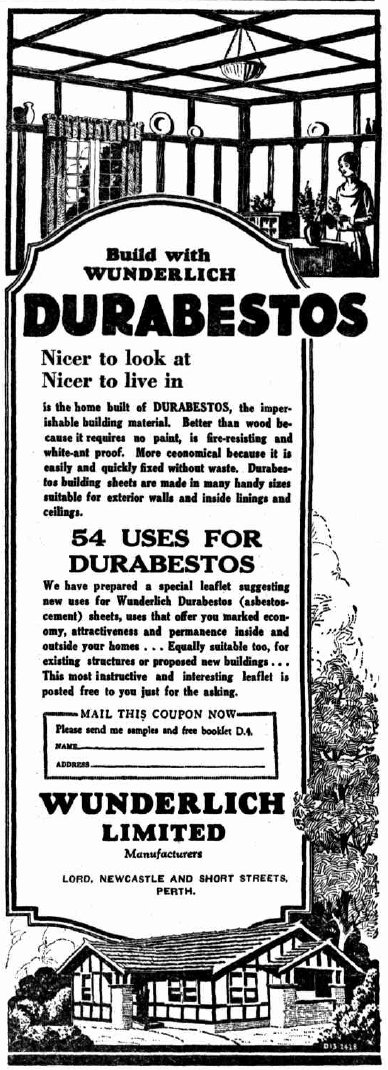
オーストラリアの住宅広告。石綿の壁を明記している。1929年当時は、石綿の使用がアピールポイントとなった。

古代エジプトでは、ミイラを包む布として、古代ローマでは、ランプの芯として使われていた。マルコ・ポーロの口述によるとされる『東方見聞録』に、ヨーロッパでは火に焼けないサラマンダーの皮と知られているものが鉱物である旨の記述があり、これが石綿ではないかといわれている。
中国では、周の時代に征服した西戎からの貢ぎ物として石綿の布が入ってきて、火に投じると汚れだけが燃えてきれいになることから火浣布（かかんぷ、火で洗える布）と呼ばれ、珍重されていた。また、東晋の干宝が著した『捜神記』にも火浣布に関する記述が存在する。
日本でも平賀源内が秩父山中で石綿を発見し、1764年（明和元年）にこれを布にしたものを中国にならい、「火浣布」と名付けて江戸幕府に献上している。この源内の火浣布は、京都大学の図書館に保存されている。
20世紀に入ると、建物などの断熱材や防火材、機械などの摩擦防止用などに大量に使用されるが、1970年代に入ると、人体や環境への有害性が問題になった。発ガン性などが問題となり、日本では2006年（平成18年）9月から、化学工業プラントで配管同士の接続に使用される「シール材」などの5製品を除き、原則禁止になった。2008年（平成20年）4月には、例外的に認められていた5製品についても2011年度（平成23年度）を目途に全廃することとし、同年度以降、新たな石綿製品は日本では製造されないことになった。

## 産出地
産地としては、カナダ（クリソタイル）、南アフリカ（クロシドライト）が有名。後者は使用が完全禁止となっているため、既に生産されていない。
日本においては、北海道中央脊梁山脈、北上山地、阿武隈山地、秩父山地、静岡から九州中部に至る中央構造線沿いに産出する。
第二次世界大戦直前から、各地で石綿資源の開発が始まり、北海道富良野市山部地区は数少ない国産石綿産地として、野沢鉱山など大規模なクリソタイル鉱山が操業していた。このほか、熊本県や長崎県でも、小規模で低品質のクロシドライト等が採掘されていた。
これらの地域では戦後も操業が続き、最終的に1969年（昭和44年）に富良野市山部での採掘が中止されるまで、小規模ながら生産が続けられた。なお、山部においては、採掘中止後もズリ（廃石）から低品質の石綿が2000年代初頭まで回収されていた。

## 使用例
石綿は繊維の長さから「グレート」と呼ばれる分類がなされており、このグレートの数が小さいほど、質の高い石綿ということになる。繊維として用いられる物は主としてこのグレートの小さい1～4、建材の原料として用いられるものは比較的グレートの大きい石綿であった。
- 防火・防音・断熱用として学校や各建築物、船舶、鉄道車両などに広範囲で使用された。
  - 理科の実験で、ビーカーなどを火に掛ける際に使う石綿付き金網（石綿金網、アスベスト付金網とも。金網の中央にある円形の白っぽい部分が温石綿）が1988年（昭和63年）3月頃まで販売されていた。上記の問題から使用が停止され、2005年（平成17年）11月10日現在、すべての小中高校での使用停止、および廃棄または廃棄を前提とした密封保管されていることが確認されている[4]。

現在はセラミックやセラミックファイバーを利用したセラミック付金網が使用されている。ただし、一部のセラミックファイバーについても、発癌性が疑われている（国際がん研究機関 グループ2B）。
- 絶縁材料としても使われた。
- 自動車のアンダーコートや鉄道車両の内側の吹付け剤の他ブレーキパッド、クラッチ板
- 屋根瓦、屋根用波板、石膏板、天井用化粧板、石綿セメント管
- 大気加熱炉の断熱材、歯科技工用鋳型の緩衝材および断熱材
- ソ連型宇宙船の帰還船部分の断熱材
- ガスケット、水道用パッキン、シーリング材、パッキングなど
- グレート7以上の石綿は「テーリング」（本来の意味は鉱滓、ボタ、ズリ）と呼ばれ、母体である蛇紋岩ごと粉末に加工して使用する。各種混和材として用いられ、モルタルに適量混和してこね具合を良くしたり、アスファルトに混和して舗装の凍結やひび割れを防いだりしたりするのに使用した。

## 法的規制
日本では1975年（昭和50年）9月に、吹き付けアスベストの使用が禁止された。また、2004年（平成16年）に石綿を1%以上含む製品の出荷が原則禁止、2006年（平成18年）には同基準が0.1%以上へと改定されている。個人でも、1960年代まで製造されていた電気火鉢の石綿灰を廃棄する際には注意が必要である。なお、労働者の石綿暴露防止の法規制は、2005年（平成17年）に石綿障害予防規則が新設・施行され、特定化学物質等障害予防規則（当時）から分離された。
現在は、一部（下のポジティブリストの項目参照）の適用除外を除き、一切の製造・輸入・使用・譲渡・提供が禁止されている。ただし、試験研究のためなど、一定の要件に該当するときはこの限りでなく、無害化・飛散防止・含有検査技術の研究までも禁止されないよう配慮されている。なお、石綿含有建築物の保有者から解体業者、解体業者から廃棄物処理業者への受け渡しについては、上記の禁止規定は適用されない。
一方、現に使用されている物（例：建材として建物に組み込まれている状態）は、引き続き使用されている間、製造等の禁止規定は適用されない。現に使用されている物の規制としては、石綿障害予防規則により、労働者を就業させる建築物の壁等に吹き付けられた石綿等が損傷等によりその粉じんを発散させる等のときは除去等の措置が義務づけられている他、建築基準法により、増改築時における除去等が義務づけられている。
建築物の解体時・石綿の廃棄時の規制は、解体業者や廃棄業者の労働者の暴露防止対策として労働安全衛生法に基づく石綿障害予防規則、解体時の一般大気環境への飛散防止対策として大気汚染防止法に基づく措置、廃棄時の無害化対策等として廃棄物処理法で特別管理産業廃棄物に指定され溶融処理等が、各々規定されている。
また、海洋投棄は禁止されている。

### ポジティブリスト
日本において、石綿は2006年（平成18年）9月の労働安全衛生法の改正により全面製造禁止となったが、代替品が確立していない特定分野の部材については、政令により代替技術が確立されるまで、製造の禁止が猶予されていた。
猶予されていた製品はポジティブリストとして厚生労働省の政令で一覧表となっており、当初リストには、7種12項目が挙げられていた。
このポジティブリストは代替品の技術が確立された時点で見直しがなされ、2012年（平成24年）3月に全ての代替技術が確立したため、石綿は完全に製造禁止となった。

### アスベスト敷地境界基準
アスベストは浮遊粉塵であると同時に繊維物質であるので、単位は本 (f) で表される。日本における大気中アスベスト敷地境界基準値は10本/L（全石綿として）である。この基準値はアメリカと同じである（米国アスベスト対策法）。
大気中や室内ではどの程度アスベストが飛散しているのかの調査では次のような調査結果がある（木村ら 1987）。
- アスベストを全く使用していない事務室 - 0～0.10本/L
- アスベストを含む建材を使用した事務室 - 0～0.50本/L
- アスベストを含むタイルを使用した事務室 - 0.31～0.58本/L
- アスベストを吹き付けた空調機を使用している事務室 - 2.08～5.00本/L
- 壁にアスベストを吹き付けた空調機 - 1.40～1.70本/L
- 壁にアスベストを吹き付けた空調機（工事直後） - 3.34～22.99本/L

### アスベスト環境基準
2005年（平成17年）9月現在、日本ではアスベストに関する環境基準は設定されていない。

### PRTR法 届出移動排出量
アスベストは、PRTR法で、特定第一種指定化学物質に指定されている。
2001年度（平成13年度）以降の事業者からの移動排出の届出量は、次の表に示すように激減した。2005年度からは環境への排出量がゼロになった。現在は、工場等からの廃棄物として年間500トンが処分されている。
| 年度     | 届出事業場数 | 環境への総排出量 (kg) | 総廃棄物移動量 (kg) |
| -------- | ------------ | --------------------- | ------------------- |
| 2001年度 | 111          | 139                   | 4,159,206           |
| 2002年度 | 92           | 95                    | 3,167,817           |
| 2003年度 | 76           | 41                    | 1,865,529           |
| 2004年度 | 56           | 6                     | 564,739             |
| 2005年度 | 51           | 0                     | 557,473             |
| 2006年度 | 89           | 0                     | 507,474             |

2006年度の届出移動量TOP10は、以下の事業所であった。
1. 新日本石油精製株式会社 室蘭製油所（北海道） 61トン
2. 住友共同電力株式会社 新居浜西火力発電所（愛媛県） 57トン
3. 関西電力株式会社 姫路第二発電所（兵庫県） 32トン
4. 出光興産株式会社 徳山製油所（山口県） 29トン
5. 宇部マテリアルズ株式会社 宇部工場（山口県） 23トン
6. 新日鉄エンジニアリング株式会社 棒線事業部室蘭製鐵所（北海道） 21トン
7. 関西電力株式会社 堺港発電所（大阪府） 16トン
8. 住友共同電力株式会社 壬生川火力発電所（愛媛県） 15トン
9. 三井武田ケミカル株式会社 大阪工場（大阪府） 13トン
10. 出光石油化学株式会社 徳山工場（山口県） 12トン

### 建物の取引への影響
建築資材として有害物質である石綿の使用は、飛散防止の措置等、対策工事の必要性から建物の経済価値に影響を及ぼす。
不動産鑑定評価における不動産鑑定評価基準には、2002年（平成14年）の改正時に明記された。さらに、2007年（平成19年）の不動産鑑定評価基準改正時に追加された証券化対象不動産について、石綿に係る建物環境は、専門性の高い価格形成要因として、不動産鑑定士以外の専門家による調査の必要性について定められている。
宅地建物取引業法第35条に基づく重要事項説明においては、当該建物について、石綿の使用の有無の調査の記録がされているときは、その内容が説明事項に定められている。

## アスベスト健康被害

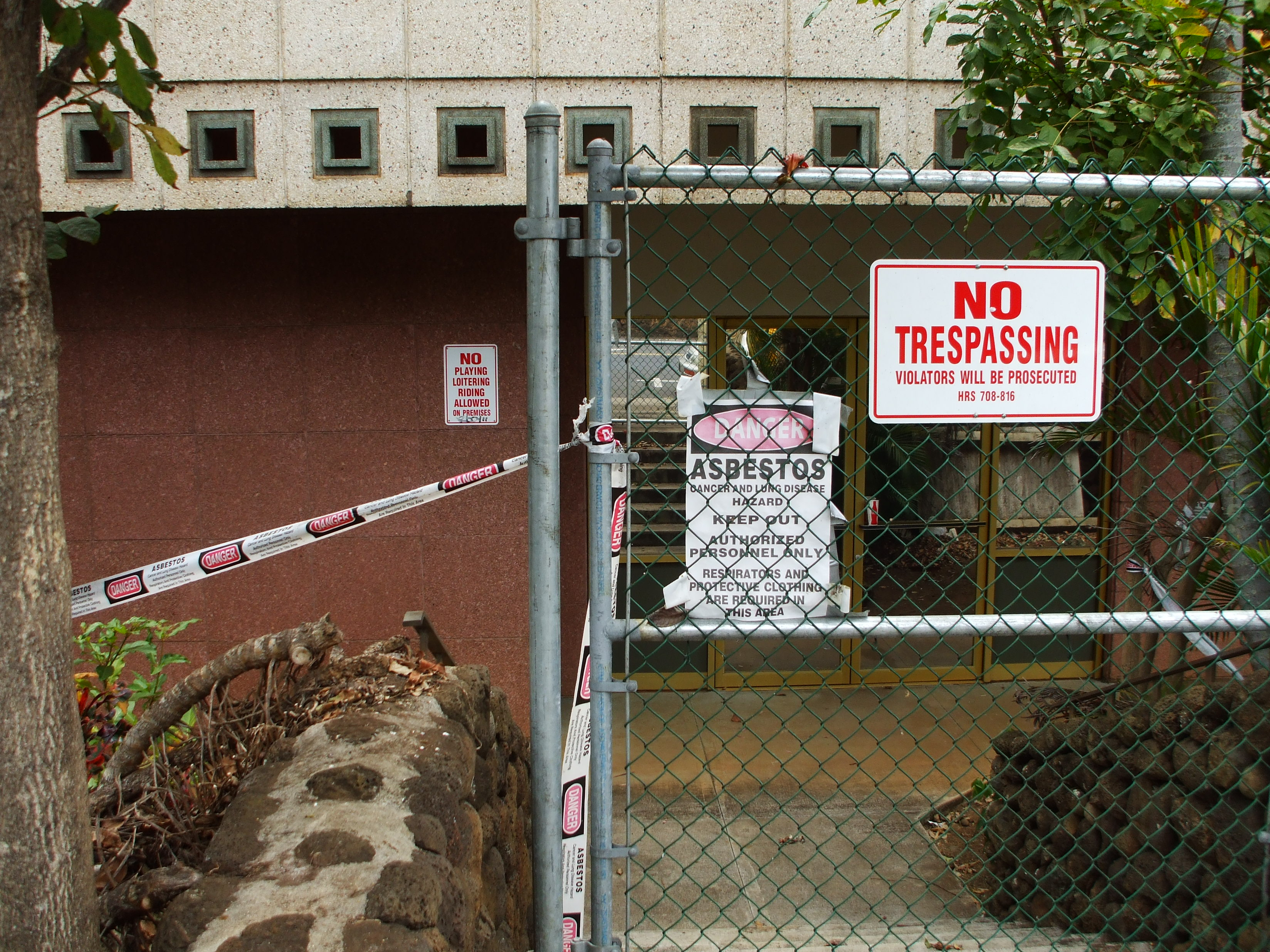
石綿が使用されているため、立入禁止となった郵便局（ハワイ州ワイルク）

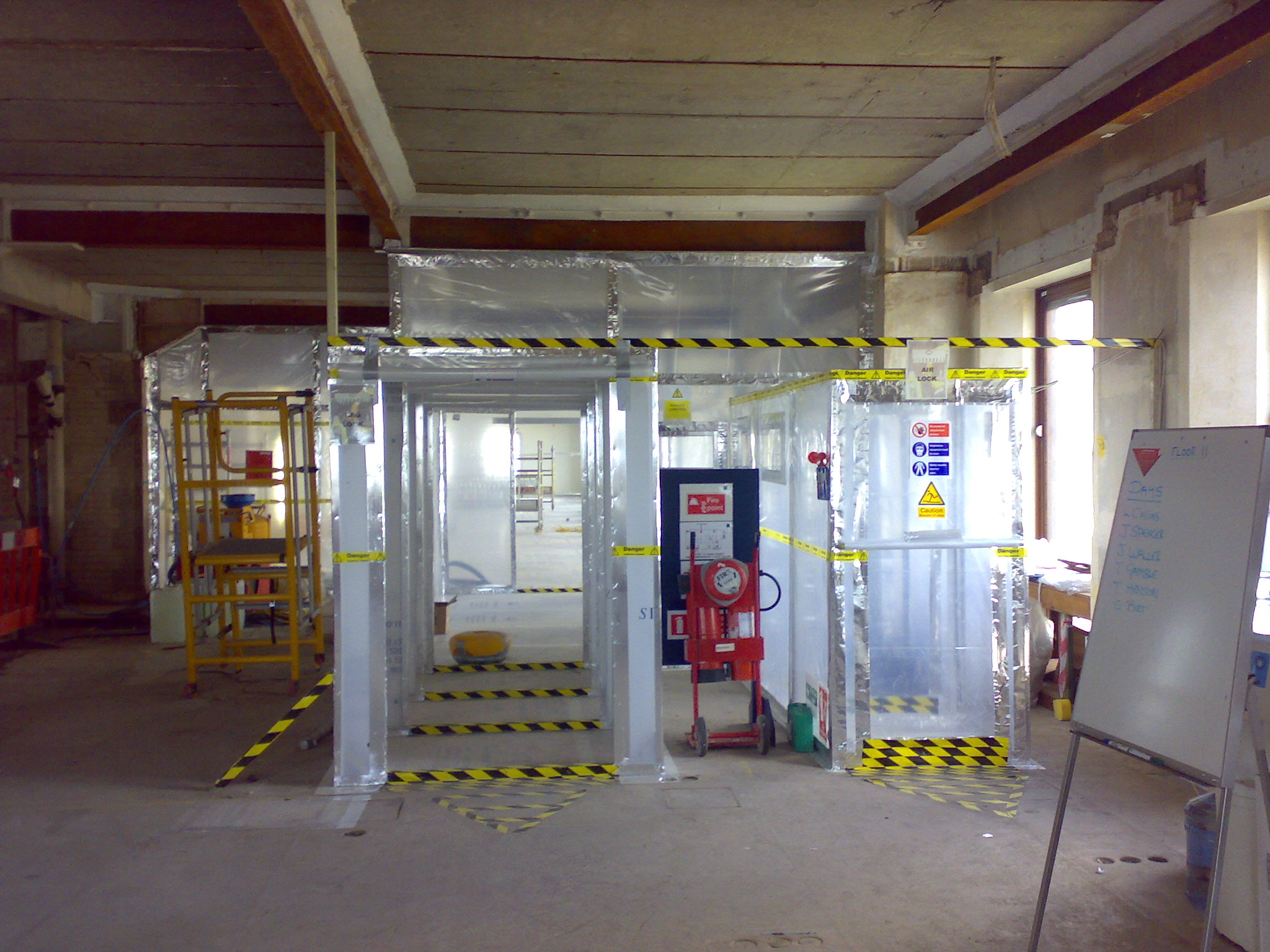
石綿の除去作業の様子。石綿が飛散しないように、囲いで覆っている（イギリス）

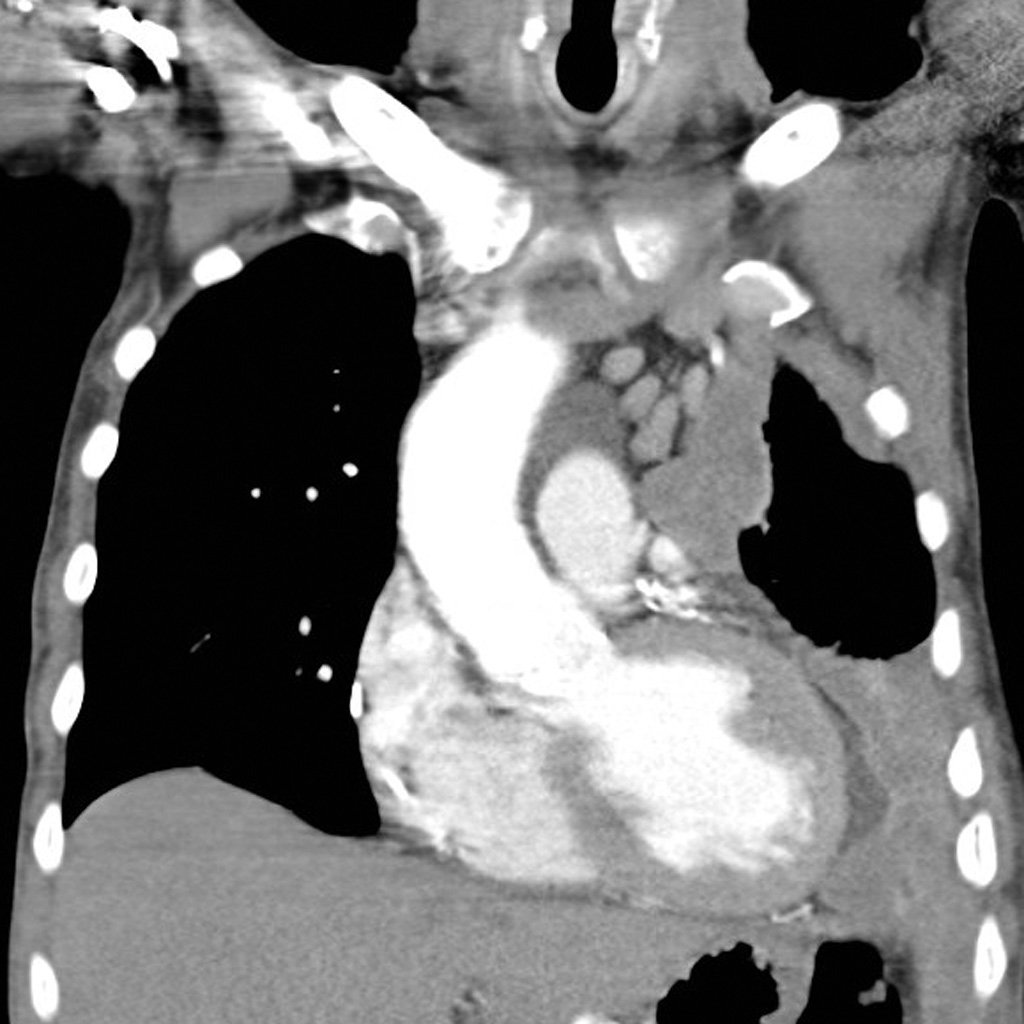
CTの画像。左肺の肥厚した胸膜病変が中皮腫。

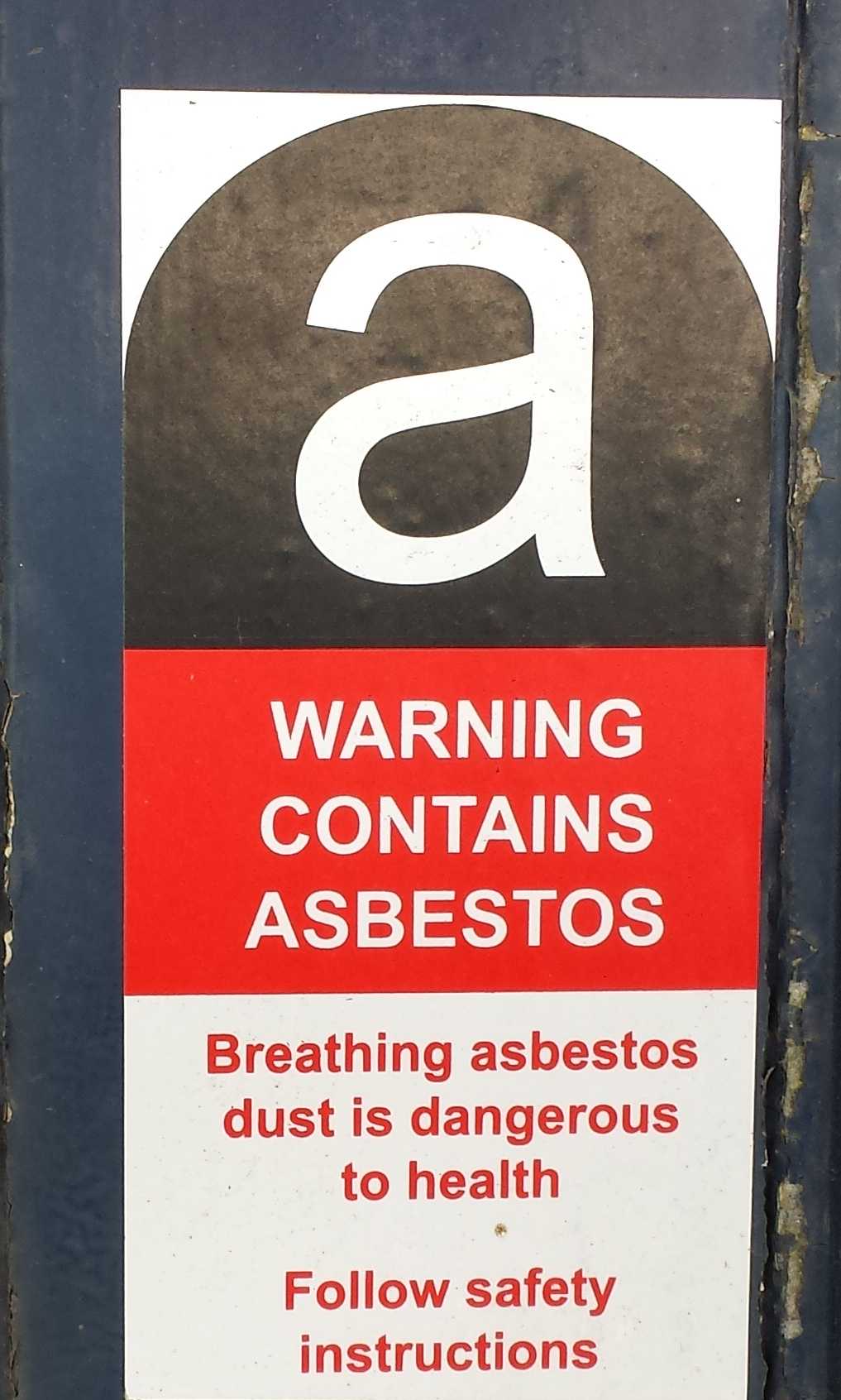
石綿が使用されていることを示す警告

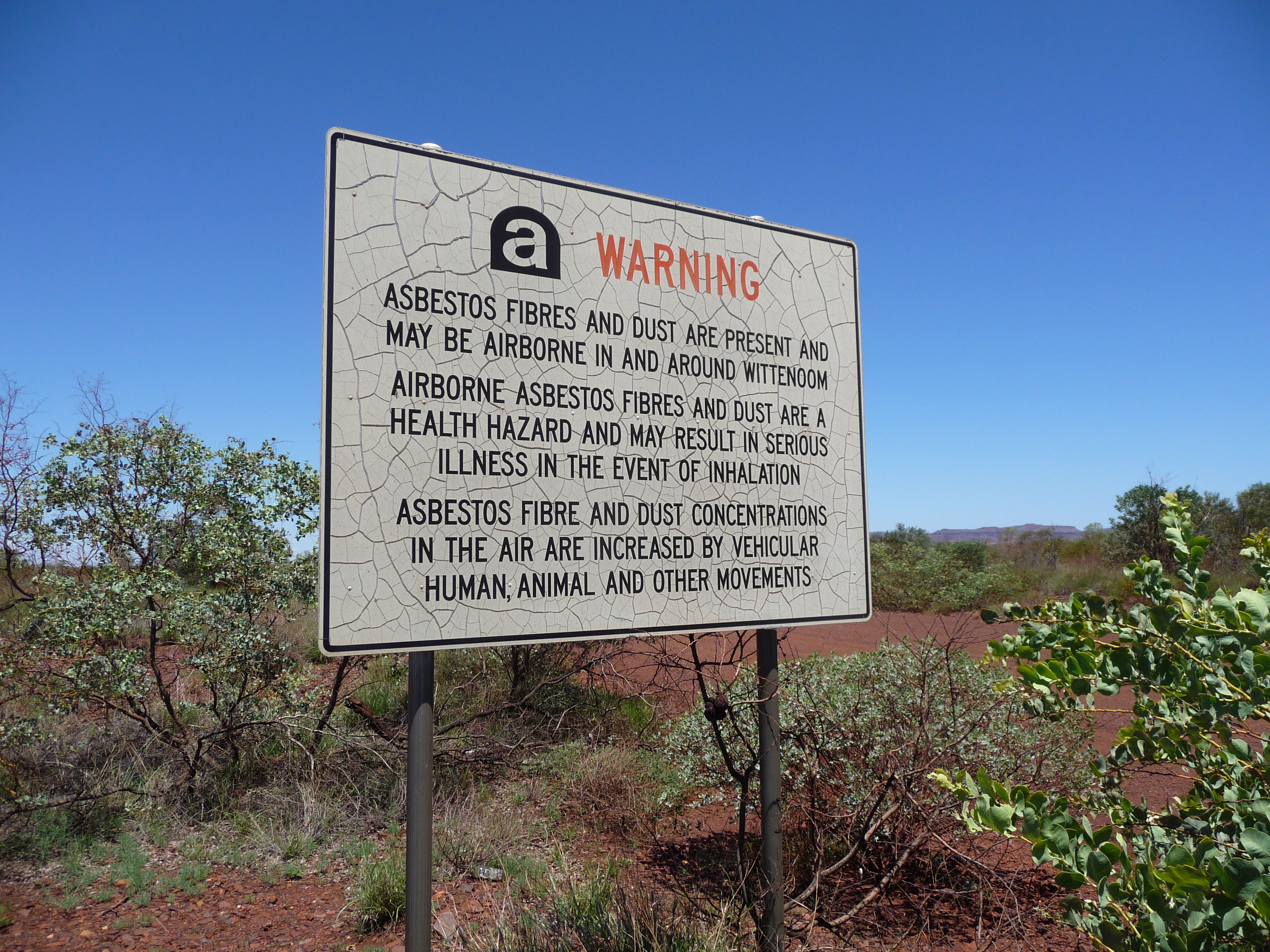
石綿による健康被害を警告する看板。なおこの地区への立ち入りを規制するために、道路標識や地図からも抹消が進められている（西オーストラリア州ウィットヌーン）。

近年になって、石綿繊維を大量に吸った場合に人体に悪影響を与えることが判明した。初めて石綿症の論文が発表されたのは1900年代の石綿鉱山町における短命や肺病との関連についてのものだった。
イギリスでは1924年には石綿症の診断基準が定められ、1930年代には換気についての労働基準が定められた。1970年代に入りアメリカの裁判所は、アスベスト産業界が1930年代からアスベストの危険性を認識しつつ隠蔽を行っていたものと認定した。
アスベストは世界保健機関 (WHO) の付属機関国際がん研究機関 (IARC) により発癌性がある（グループ1）と勧告されている。アスベストは肺線維症、肺ガンの他、まれな腫瘍である悪性中皮腫の原因になるとされている。したがって、世界的にアスベストの使用が削減・禁止される方向にある。
日本では、2005年（平成17年）にアスベスト原料やアスベストを使用した資材を製造していたニチアス、クボタで製造に携わっていた従業員やその家族など多くの人間が死亡していたことが報道された。クボタについては工場周辺の住民も被害を受けている。その後も、造船や建設、運輸業（船会社、鉄道会社）などにおける被害が報じられ、2005年7月29日付けで厚生労働省から1999年度（平成11年度）から2004年度（平成16年度）までの間に、日本全国の労働基準監督署において石綿による肺ガンまたは中皮腫の労災認定を受けた労働者が所属していた事業場に関する一覧表が公表された（後述外部リンク参照）。2012年（平成24年）には、日本で1400名の中皮腫による死亡者が発生しており、過去の石綿汚染の健康被害が本格的に顕在化し始めているとみられている。
また、2017年（平成29年）に京王8000系電車の運転台撤去工事において、同車の断熱塗料に本来含まれていないはずのアスベストが検出された。これにより改造工事を行った作業員12人は無防護の状態で改造工事を行っていることとなり、健康被害が疑われる事態となった。
なお、環境省では、建築物の解体によるアスベストの排出量が、2020年（令和2年）から2040年（令和22年）頃にピークを迎えると予測している。年間10万トン前後のアスベストが排出されると見込まれ、今後の解体にあたって建築物周辺の住民の健康への影響が懸念されている。
日本よりも先にアスベスト健康被害が問題化したアメリカ合衆国では、当時世界最大のアスベストメーカーであったジョンズ・マンビル社に対し訴訟が相次ぎ、マンビル社が事実上の倒産に追い込まれた。国内においてマンビル社の日本総代理店として大量のアスベストを輸入していたのは、東京興業貿易商会である。

## 製品への混入
ベビーパウダーでは、原料の滑石（タルク）材料に含まれる不純物のアスベストが問題視される。

### 韓国におけるアスベスト・ショック
2009年4月1日には韓国食品医薬品安全庁が韓国のベビーパウダーなどにアスベストが混入していることを発表した。4月6日には、アスベストが混入した原料を供給された社が304に上ることを発表した。また、化粧品・製薬・食品メーカーが約300社に達することが分かり、ベビーパウダーに端を発したアスベスト・ショックが食品・製薬分野にまで拡大した。食品医薬品安全庁はこれらメーカーにタルクが流通した経路を確認した後、すぐに自主的回収などの措置を取るとしている。なお、食品医薬品安全庁の専門家諮問会議は「アスベストに汚染したタルクによる人体への有害性が立証されたものはない」という意見をまとめている。

### ジョンソン・エンド・ジョンソンの回収
2019年にアメリカ食品医薬品局は、ジョンソン・エンド・ジョンソンがアメリカ合衆国でオンライン販売していたベビーパウダーから、微量のアスベストを検出。会社は2018年に販売した当該ロットの自主回収を始めた。

### 珪藻土製品の回収
2020年（令和2年）12月、家具メーカーのニトリ、ホームセンターのカインズ、スーパーマーケットのイズミが販売していた珪藻土バスマットから基準値を超えるアスベストが検出され、各社が自主回収に乗り出した。ニトリとカインズのバスマットには、吸水性が低下した際には削るよう手入れ用ヤスリが付けられており、アスベストが飛散する可能性があった。
なお、珪藻土自体は生物起源であり、鉱物起源のアスベストが含まれる余地はない。このことから特定製品の製造段階で、不純物として混入したものと見られている。同時期、他の珪藻土バスマットを販売した会社からは、製品にアスベストが含まれていない告知も行われた。

## 関連作品
ノンフィクション
- 佐伯一麦『石の肺　僕のアスベスト履歴書』岩波書店〈岩波現代文庫／文芸327〉、2020年10月15日。ISBN 9784006023270。

小説
- 佐伯一麦『アスベストス』文藝春秋、2021年12月10日。ISBN 978-4-16-391479-4。